# Frédéric Herpoel
Frédéric Herpoel (Mons, 1974. augusztus 16. –) belga válogatott labdarúgókapus.
A belga válogatott tagjaként részt vett a 2000-es Európa-bajnokságon és a 2002-es világbajnokságon.

## Sikerei, díjai
Anderlecht
- Belga bajnok (2): 1993–94, 1994–95
- Belga kupa (1): 1993–94
- Belga szuperkupa (3): 1993, 1995